# Cascabela ovata
Espèce
Statut de conservation UICN

 LC  : Préoccupation mineure
Cascabela ovata est une espèce de plantes dicotylédones de la famille des Apocynaceae, sous-famille des Rauvolfioideae, originaire  du Mexique et d'Amérique centrale.
C'est un arbuste ou un petit arbre tropical à feuilles persistantes, à fleurs jaunes, pouvant atteindre de 2 à 10 mètres de haut.

## Taxinomie

### Synonymes
Selon The Plant List (6 novembre 2020) :
- Cascabela alliodora (Willd. ex Roem. & Schult.) Lippold
- Cascabela ovata[2]
- Cascabela plumeriifolia (Benth.) Lippold
- Cerbera alliodora Willd. ex Roem. & Schult.
- Cerbera cuneifolia Kunth
- Cerbera ovata Cav.
- Thevetia alliodora (Willd. ex Roem. & Schult.) L.Allorge
- Thevetia cuneifolia (Kunth) A.DC.
- Thevetia ovata (Cav.) A.DC.
- Thevetia ovata Cascabela ovata (Cav.) Lippold (préféré par NCBI)[2]
- Thevetia plumeriifolia Benth.